# 王學渟
王學渟（?—?），清朝政治人物。浙江錢塘縣人。
乾隆三十一年（1766年）丙戌進士。乾隆五十二年（1787年）任湖廣蒲圻縣（今屬湖北省赤壁市）知縣。